# قائمة حلقات مسلسل من
مسلسل من هو مسلسل تلفزيوني أمريكي من نوع الخيال العلمي والرعب من تأليف جون غريفين. عُرض الموسم الأول لأول مرة في 20 فبراير 2022 على قناة إيبيكس. في أبريل 2022، تم تجديد المسلسل لموسم ثانٍ، عُرض لأول مرة في 23 أبريل 2023 على نفس القناة لكن تم تغيير إسمها إلى إم جي إم+. في يونيو 2023، تم تجديده مرك أخرى وعرض الموسم الثالث في 22 سبتمبر 2024. في نوفمبر 2024، تم تجديد المسلسل لموسم رابع.

## ملخص
| الموسم | الحلقات | الحلقات | الأصلي         | الأصلي         | الأصلي |
| الموسم | الحلقات | الحلقات | الأول          | الأخير         | الشبكة |
| ------ | ------- | ------- | -------------- | -------------- | ------ |
| 1      | 10      | 10      | 20 فبراير 2022 | 10 أبريل 2022  | Epix   |
| 2      | 10      | 10      | 23 أبريل 2023  | 25 يونيو 2023  | إيبيكس |
| 3      | 10      | 10      | 22 سبتمبر 2024 | 24 نوفمبر 2024 | إيبيكس |

الموسم الأول (2022)
تدور أحداث الموسم الأول حول عائلة “ماثيوز” التي تتألف من الأب جيم، الأم تابيثا، وطفليهما جولي وإيثان، والذين يجدون أنفسهم محاصرين في بلدة غامضة بعد أن ضلوا طريقهم خلال رحلة بالسيارة.
يكتشف السكان الجدد أن البلدة تحاصر كل من يدخلها، ولا يمكن لأي شخص المغادرة، بينما تظهر كائنات مرعبة كل ليلة من الغابة المحيطة، مما يجبر السكان على الاحتماء داخل المنازل باستخدام تعاويذ حجرية خاصة.
يقود الشريف “بويد ستيفنز” جهود المجتمع للبقاء على قيد الحياة واكتشاف وسيلة للخروج، بينما تتصاعد التوترات بين من يفضلون الحياة الجماعية في “منزل المستعمرة” ومن يختارون العيش في بيوت مستقلة.
الموسم الثاني (2023)
في هذا الموسم، تتكثف الظواهر الغريبة التي تحيط بالبلدة، وتبدأ “تابيثا” برؤية رؤى لأطفال ومنارة غامضة، تعتقد بأنها قد تكون المفتاح للخروج.
تنتهي رحلتها الغامضة بإفاقة في مستشفى خارج البلدة، مما يثير تساؤلات عميقة حول حقيقة المكان.
في المقابل، يواصل “جايد” تحقيقه في الرموز الغامضة ويكتشف غرفة تحت الأرض تحتوي على طقوس دينية قديمة، مما يشير إلى وجود قوة خفية تتحكم بالمكان.
أما “بويد”، فيواجه صندوق موسيقى مسحور يتسبب في دخول الناس في غيبوبة، ويتمكن من تدميره، لكن ذلك يكشف عن مخاطر أكبر قادمة.
الموسم الثالث (2024)
يكشف هذا الموسم عن خلفية البلدة المظلمة، حيث يتضح أن الوحوش الليلية هم في الأصل سكان سابقون ضحّوا بأطفالهم من أجل الخلود، فتحولوا إلى هذه الكائنات الشرسة.
يتبيّن أن بعض الشخصيات الرئيسية مثل “تابيثا” و”جايد” هم أرواح متجسدة لأشخاص قُدّر لهم تحرير أرواح الأطفال الضحايا.
تكتشف “جولي” قدرتها على السفر عبر الزمن، لكن دون القدرة على تغيير الأحداث، مما يعمّق غموض القصة.
يُختتم الموسم بظهور شخصية غامضة تُعرف بـ”الرجل ذو المعطف الأصفر”، والذي يبدو أنه كيان شرير مرتبط بلعنة البلدة.